# Luzenac
Luzenac è un comune francese di 591 abitanti situato nel dipartimento dell'Ariège nella regione dell'Occitania. Luzenac confina a ovest con Garanou.
La locale società di calcio, l'Union Sportive de Luzenac, fondata nel 1936, nel 2014 ottiene una storica promozione in Ligue 2. Luzenac è il più piccolo comune di Francia ad essere rappresentato in Ligue de Football Professionnel, la lega del calcio professionistico francese.

## Società

### Evoluzione demografica
Abitanti censiti